# 시녀들
〈시녀들〉(Las Meninas, The Maids of Honour)은 스페인 마드리드의 프라도 미술관이 소장하고 있는, 스페인 예술의 황금기를 이끌었던 거장 디에고 벨라스케스가 1656년에 완성한 작품이다. 이 작품의 복잡하고 수수께끼 같은 화풍은 어느 것이 실재하는 것이고 어느 것이 환상인지에 대한 의문을 불러일으키며, 보는 사람과 보여지는 사물 사이의 관계를 불확실하게 만든다. 이러한 복잡함으로 인해, 이 작품은 가장 많이 연구된 서양화 작품들 중의 하나로 여겨지고 있다.
이 작품은 스페인 국왕 펠리페 4세의 마드리드 궁전에 있는 큰 방을 그린 것이며, 스페인 왕실의 가장 특징적인 부분들을 마치 스냅샷 사진을 찍은 것처럼 정확히 포착하고 있다. 몇몇 인물들은 캔버스 밖을 바라보고 있는 반면, 다른 몇몇 인물들은 서로를 바라보며 동작을 진행하고 있다. 어린 마르가리타 왕녀를 담당하는 시녀들, 샤프롱, 호위병, 그리고 두 명의 난쟁이 궁정 광대가 에워싸고 있다.
그들 바로 뒤에, 벨라스케스 자신이 큰 캔버스에 작업 중인 그림을 바라보고 있는 모습이 그려져 있다. 벨라스케스는 작품 내부의 공간을 넘어 이 그림을 감상할 누군가가 자리할 캔버스 밖 저편을 바라보고 있다. 배경에는 거울이 걸려 있으며, 거울 속에는 왕과 왕비의 상반신이 보인다. 이 왕과 왕비는 감상자와 마찬가지로 "작품 내부가 아닌 바깥 공간에 자리하고 있는 것"처럼 보이지만, 몇몇 학자들은 이 왕과 왕비의 모습이 "그림 속에서 벨라스케스가 캔버스에 작업 중인 그림 속의 것"이라고 주장하기도 하였다.
이 작품은 오랫동안 서양 미술사에서 가장 중요한 작품들 중의 하나로 손꼽혀 왔다. 바로크 시대의 화가 루카 지오다노는 이 작품을 가리켜 '회화의 신학'이라고 표현했으며, 19세기 토마스 로런스 경은 이 작품을 '예술의 철학'이라고 일컬었다. 최근에는 "회화로서 무엇을 나타낼 수 있는가를 자신감있고 치밀하게 표현한 벨라스케스의 걸작이며, 이젤을 사용한 회화 방식이 가진 가능성을 가장 철저하게 보여주는 작품"이라는 평을 듣기도 하였다.

## 배경

### 펠리페 4세 왕실

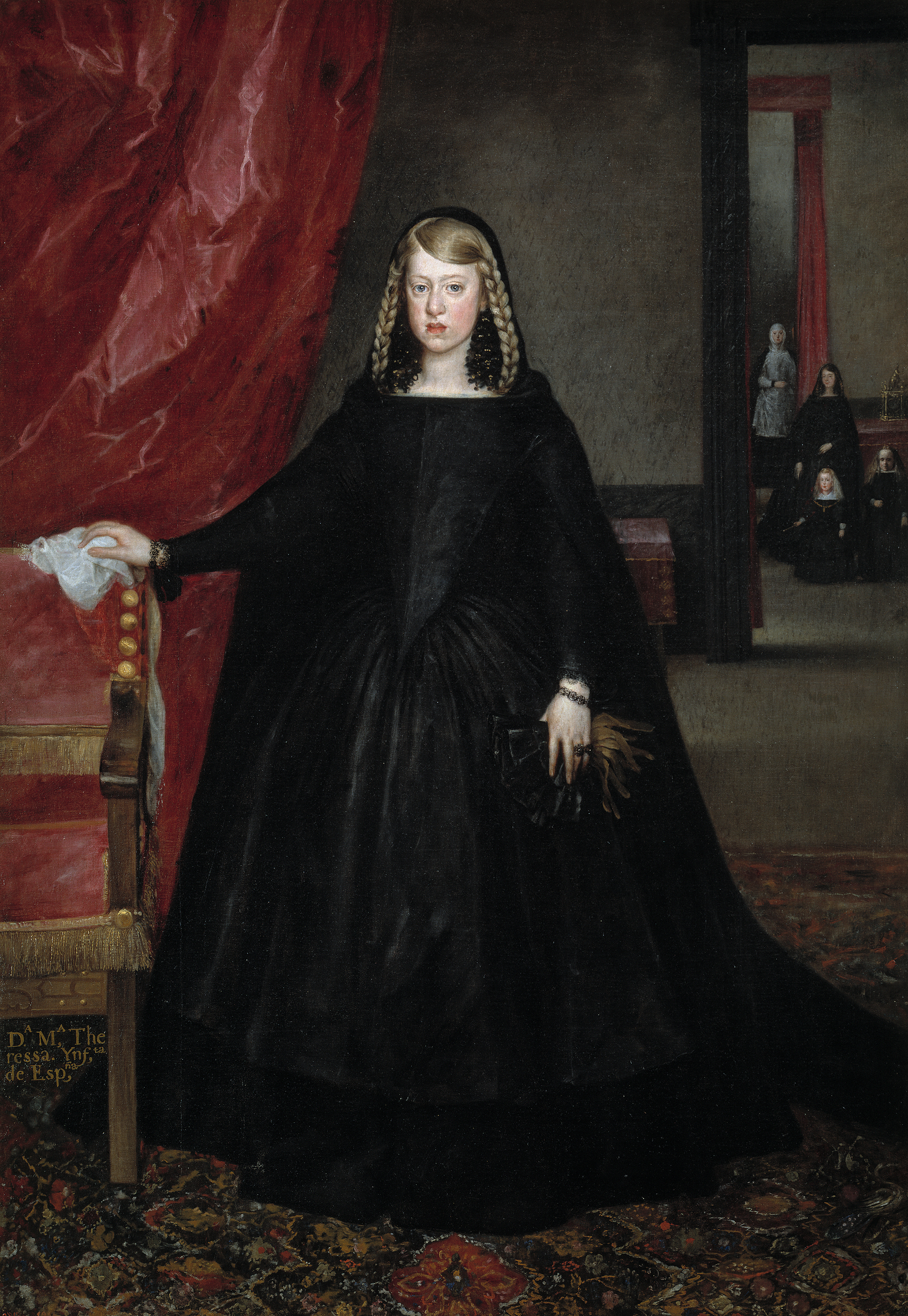
펠리페 4세 장례식 당시 상복을 입은 마르가리타 왕녀(1651–73), 후안 델 마조 작

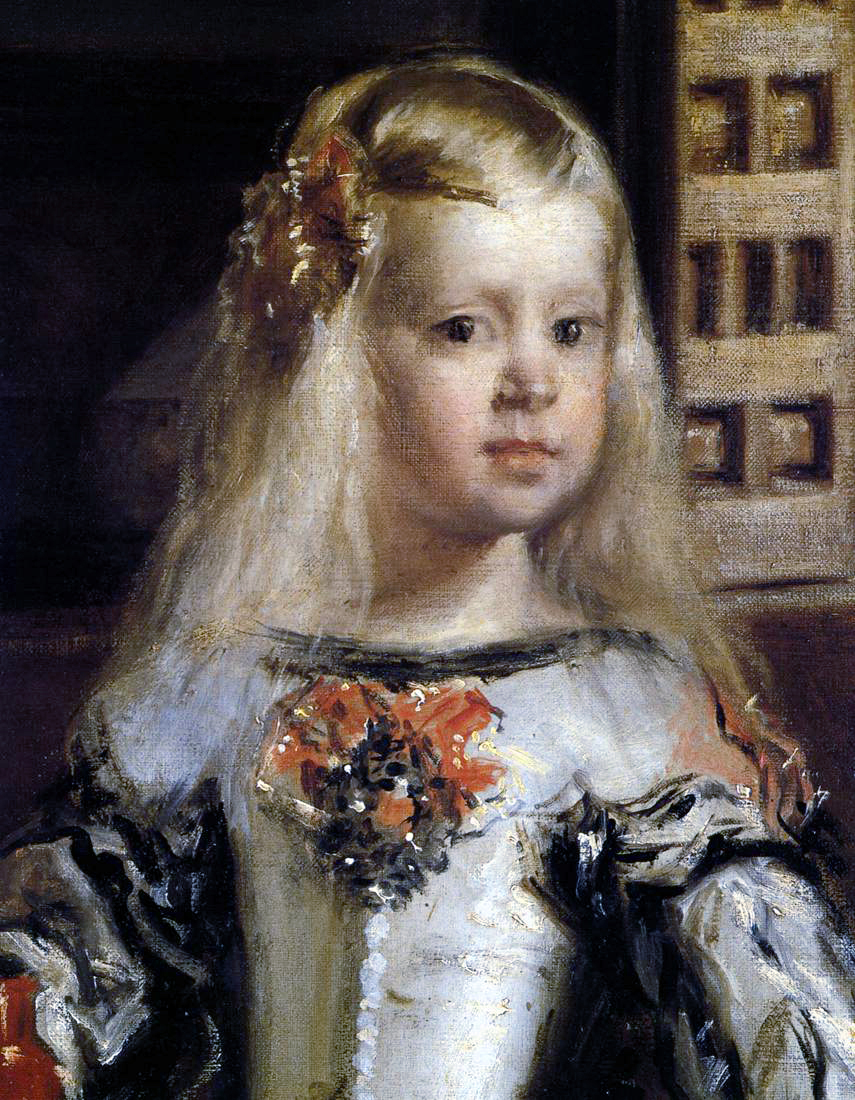
본 작품에 그려진 마르가리타 왕녀. 1734년에 발생한 화재로 손상을 입은 왼쪽 볼 부분은 이후 다시 채색되었다.

17세기 스페인에서 화가들이  사회적 지위를 누리는 경우는 드물었다. 화가는 시인이나 음악가와 같은 예술가가 아닌 기술자 취급을 받았다. 하지만 그럼에도 불구하고 벨라스케스는 펠리페 4세 왕실을 통하여 자신의 사회적 지위를 개척해 나갔으며, 결국 1651년 2월 왕궁에서 시종으로 일하게 된다. 이 자리는 그에게 많은 물질적, 사회적 혜택을 주었지만, 동시에 많은 의무를 지웠다. 사망하기까지 8년 동안 그가 완성한 작품은 그다지 많지 않으며, 작품들 중 대부분은 왕실 구성원들의 초상화이다.
펠리페 4세의 첫 부인인 부르봉 가의 이사벨 왕비는 1644년에 사망하였으며, 그들 사이에 난 외동아들인 발타사르 카를로스 역시 2년 뒤에 사망하였다. 대를 이을 후계자가 없게 되자 펠리페 4세는 1649년 마리아나 왕비와 두 번째로 결혼하였으며, 마르가리타 왕녀는 그들의 첫 아이이자 그림이 완성될 당시의 유일한 자녀이다. 마르가리타 왕녀 이후로 어릴 때 세상을 떠난 펠리페 프로스페로 왕자(5살 때 사망)와 카를로스 왕자가 있었으며, 카를로스 왕자가 4살 때 왕위를 물려받아 카를로스 2세로 등극하였다. 벨라스케스는 마리아나 왕비와 아이들의 초상화를 그렸으며, 펠리페 4세 자신은 만년에 초상화를 그리는 것을 거부하였으나 이 작품에는 자신이 등장할 수 있도록 특별히 허락하였다. 1650년대 초반 펠리페 4세는 벨라스케스에게 죽은 발타사르 카를로스가 살았던 방을 하사하여 이를 궁정 박물관으로 조성하게 함으로써 그의 작업 공간을 마련해 주었다. '시녀들'이 전시되었던 곳이 바로 이 곳이다. 펠리페 4세는 이 곳에 전용 의자를 마련해 놓고 벨라스케스가 작업하는 모습을 종종 지켜보곤 했다. 엄격한 궁내 예절로 인해 다소 제한적이긴 했지만, 예술을 사랑했던 이 왕은 벨라스케스와 평범하지 않은 밀접한 관계를 유지했던 것으로 보인다. 벨라스케스의 죽음 이후, 펠리페 4세는 왕위 후계자 선택을 위해 작성한 비망록에 "난 희망을 잃었다"라는 내용을 남겼다.
1640년대와 1650년대 사이에, 벨라스케스는 궁정 화가 겸 펠리페 4세의 수많은 서양화 컬렉션을 담당하는 학예사 역할을 맡았다. 그는 업무에 있어 상당한 자유를 보장받은 것으로 보인다. 그는 거울, 조각상, 융단 등을 사용하여 가장 값비싼 그림들이 자리한 전시관들의 내부 장식을 관리하였다. 또한 펠리페 4세가 소유한 많은 작품들의 감정 및 관리 업무 역시 그의 일이었다. 1650년대 초, 벨라스케스는 미술 분야의 권위자로서 모든 스페인 사람들의 존경을 받았다. 현재 프라도 미술관에 있는 작품들 중 티티안, 라파엘로, 루벤스 등의 작품을 포함한 많은 작품들은 벨라스케스가 직접 수집, 정리한 것이다.

### 보관 및 보존상태
이 작품의 최초 작품명은 '가족(La Familia)'이었다. 작품 속 인물들이 누구인지를 파악하는 데 있어서 중요한 자료가 된 이 작품에 대한 자세한 설명은, '스페인 황금시대의 바사리'라고 불리는 안토니오 팔로미노가 1724년에 완성한 스페인 화가들의 일생을 기록한 작품집에 수록되어 있다.
적외선 관찰 결과 자잘한 펜티멘토(작가가 작품을 수정한 흔적)들이 발견되었다. 예를 들어, 작품 속 벨라스케스의 머리는 원래 왼쪽이 아닌 오른쪽으로 기울어져 있었다.
이 작품은 왼쪽과 양쪽 모두가 잘려나갔다. 1734년 발생한 화재로 인해 알카사르가 완전히 불타 없어지면서 이 작품 역시 피해를 입었으며, 이후 왕실 소속 화가인 후안 가르시아 데 미란다가 복원하였다. 마르가리타 왕녀의 왼쪽 볼 부분은 안료가 크게 소실되어 완전히 새로 채색하였다. 화재에서 빠져나온 이후 이 작품은 1747년부터 48년까지 왕실 소유가 되었는데, 이때 그림 속의 마르가리타 왕녀가 이복 자매인 마리아 테레사로 잘못 밝혀졌으며 이러한 실수는 1772년 새 마드리드 왕궁에서 이 작품을 접수한 후에도 반복되었다. 1794년에 작성된 왕실 소유 작품 목록에서 이 작품의 이름은 '펠리페 4세 가족' 이었으며, 1814년에 작성된 목록에도 동일한 제목으로 기재되었다. 1819년 프라도 미술관으로 옮겨졌으며, 1843년에 제작된 프라도 미술관 카탈로그에서 처음으로 '시녀들'이라는 제목을 사용하였다.
최근 이 작품은 질감과 색상의 손실로 고통을 겪고 있다. 오염과 관중들에 노출됨으로 인해 시녀들이 입은 옷이 만들어내었던 흰색과 파란색의 선명한 대비가 바래었다. 1984년 미국 미술품 복원 전문가 존 브릴리의 감독 아래 19세기에 실시된 복원작업 중 생성된 황색 먼지층을 제거하기 위한 마지막 작품 복원 작업이 이루어졌다. 미술사학자 페데리코 제리의 말에 따르면 이 작업은 '분노어린 저항'을 불러일으켰으며, 이는 작품이 손상을 입기 때문이 아니라 작품의 모습이 변하기 때문이었다. 하지만 로페즈-레이의 의견의 따르면, '복원은 불가피했다'. 작품의 크기, 중요성, 가치 등의 이유로 인해 이 작품은 전시회를 목적으로 한 외부 대여를 금하고 있다.

## 회화 양식

### 주제

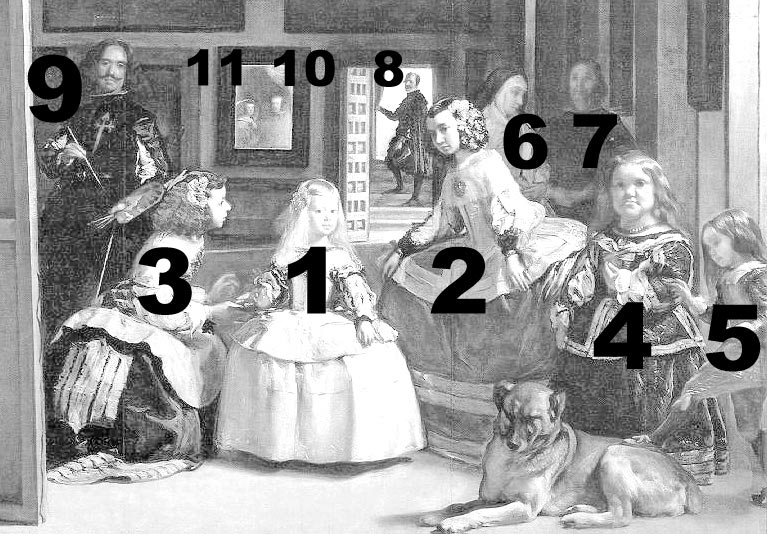
작품 내 인물들의 위치(본문 참조)

이 작품은 펠리페 4세의 마드리드 알카자르 궁전 내부에 위치한 벨라스케스의 작업실을 배경으로 하고 있다. 이 천정이 높은 방은 실비오 가끼의 말을 빌려 표현하자면 "소실점이 하나인 구도를 잡을 수 있는 심플한 박스형 공간"이다. 앞부분 중앙에는 마르가리타 왕녀(1)가 서 있다. 당시 펠리페 4세와 마리아나 왕비 사이에 난 유일한 자식이었던 이 다섯 살짜리 공주는, 이후 신성로마제국 황제 레오폴트 1세와 결혼하였다. 왕녀는 두 명의 시녀에게 둘러싸여 있으며, 이 중 왕녀에게 고개를 숙이고 있는 시녀가 도나 이사벨 데 벨라스코(2), 왕녀 앞에서 무릎을 꿇고 금쟁반 위의 붉은 컵에걸린 독일인인 마리바르볼라(마리아 바르볼라)(3), 그리고 장난스럽게 발로 개를 깨우려 하는 사람이 왜소증을 앓는 이탈리아인 궁정 광대인 니콜라스 페르투사토(5)이다. 이들 뒤로 상복을 입은 채 호위병에게 말을 걸고 있는 사람이(호위병의 신원은 파악되지 않았음) 왕녀의 샤프롱인 도나 마르셀라 데 울로아(6)이다